# Barreiros (Valpaços)
Barreiros is een plaats (freguesia) in de Portugese gemeente Valpaços en telt 400 inwoners (2007).